# Am Lebersood
Am Lebersood in Hannover ist der Name einer Straße, die im Jahr 1959 im Stadtteil Ahlem südlich der Breslauer Straße angelegt wurde. Die Wortzusammensetzung aus Leber und Sood erinnert an das nicht für den menschlichen Genuss geeignete Wasser einer früheren Quelle, das hier abfloss.
Ebenfalls in der Nachkriegszeit wurde hier die Neubau-Siedlung „im Lebersood“ errichtet. Hierzu zählte beispielsweise ein großes 8-Familien-Haus, in dem der Sozialpfarrer und Mitarbeiter vom Männerwerk der Evangelisch-lutherischen Landeskirche Hannovers, Wilhelm Fahlbusch, mit seiner Familie Wohnung nahm.